# Romain Guillaume
Romain Guillaume (* 3. Februar 1985 in Lons-le-Saunier) ist ein ehemaliger französischer Triathlet. Er ist Ironman-Sieger (2012, 2014). 

## Werdegang
Schon im Alter von acht Jahren startete Guillaume bei seinem ersten Triathlon. Beim Ironman Hawaii wurde er 2008 Vize-Weltmeister in der Altersklasse 18–24.
Im Februar 2010 erreichte er beim Ironman Malaysia erstmals auch einen Platz unter den besten Drei auf der Langdistanz (Ironman-Distanz: 3,86 km Schwimmen, 180,2 km Radfahren und 42,195 km Laufen).
Im September erreichte er den zweiten Rang beim Ironman Wisconsin.

### Ironman-Sieger 2012
Im August 2012 gewann er die Erstaustragung des Ironman Mont-Tremblant in Kanada. Im Juni 2013 belegte er den 23. Rang bei der Triathlon-Weltmeisterschaft auf der Langdistanz in Belfort.
Beim Ironman Hawaii belegte Romain Guillaume im Oktober 2014 als zweitschnellster Franzose (hinter Cyril Viennot, Rang 5) den zehnten Rang. Im November 2017 erzielte der damals 32-Jährige beim Ironman Malaysia seinen dritten Ironman-Sieg.
Im Juli 2019 gewann der 34-Jährige auf der Langdistanz den Triathlon EDF Alpe d’Huez (2,2 km Schwimmen, 118 km Radfahren und 20 km Laufen).
Seit 2019 tritt Romain Guillaume nicht mehr international in Erscheinung.
Sein Spitzname ist Rom. Er startete für das BMC-Etixx Pro Triathlon Team.

## Sportliche Erfolge
| Datum/Jahr    | Platz | Wettbewerb                       | Austragungsort   | Zeit     | Bemerkung                                                                         |
| ------------- | ----- | -------------------------------- | ---------------- | -------- | --------------------------------------------------------------------------------- |
| 17. Juni 2018 | 2     | Ironman 70.3 Luxembourg          | Remich           | 04:54:29 |                                                                                   |
| 29. Apr. 2018 | 4     | Ironman 70.3 Marbella            | Marbella         | 04:01:44 |                                                                                   |
| 29. Jan. 2017 | 1     | Ironman 70.3 South Africa        | East London      | 04:08:58 |                                                                                   |
| 20. März 2016 | 4     | Ironman 70.3 Puerto Rico         | San Juan         | 03:56:28 |                                                                                   |
| 20. Sep. 2015 | 2     | Ironman 70.3 Lanzarote           | Lanzarote        |          |                                                                                   |
| 19. Apr. 2015 | 4     | Cannes International Triathlon   | Cannes           | 03:53:01 | auf der Mitteldistanz (2 km Schwimmen, 80 km Radfahren und 16 km Laufen)          |
| 20. Sep. 2014 | 3     | Ironman 70.3 Lanzarote           | Lanzarote        | 04:06:53 | [ 2 ]                                                                             |
| 26. Jan. 2014 | 3     | Ironman 70.3 South Africa        | East London      | 04:06:23 |                                                                                   |
| 23. Juni 2013 | 3     | Ironman 70.3 Mont-Tremblant      | Mont-Tremblant   | 03:55:58 |                                                                                   |
| 24. Juni 2012 | 1     | Ironman 70.3 Mont-Tremblant      | Québec           | 03:58:08 | Sieger bei der Erstaustragung in Kanada                                           |
| 29. Apr. 2012 | 1     | TriStar 111 Cannes               | Cannes           | 03:31:03 | Sieger bei der Erstaustragung (1 km Schwimmen, 100 km Radfahren und 10 km Laufen) |
| 27. Nov. 2011 | 3     | Laguna Phuket Triathlon          | Phuket           | 02:37:08 |                                                                                   |
| 13. Nov. 2010 | 18    | Ironman 70.3 World Championships | Clearwater       | 03:51:51 |                                                                                   |
| 2. Mai 2009   | 10    | Wildflower Triathlon             | Lake San Antonio |          |                                                                                   |

| Datum/Jahr    | Platz | Wettbewerb                                         | Austragungsort    | Zeit     | Bemerkung                                                                                     |
| ------------- | ----- | -------------------------------------------------- | ----------------- | -------- | --------------------------------------------------------------------------------------------- |
| 25. Juli 2019 | 1     | Triathlon EDF Alpe d’Huez                          | Alpe d’Huez       | 06:02:52 | Sieger auf der Langdistanz (2,2 km Schwimmen, 118 km Radfahren und 20 km Laufen)              |
| 11. Nov. 2017 | 1     | Ironman Malaysia                                   | Langkawi          | 08:32:53 |                                                                                               |
| 12. Juni 2016 | 8     | Ironman Cairns                                     | Cairns            | 08:41:34 | [ 3 ]                                                                                         |
| 28. Juni 2015 | 3     | Ironman France                                     | Nizza             | 08:34:44 |                                                                                               |
| 11. Okt. 2014 | 10    | Ironman Hawaii                                     | Hawaii            | 08:30:15 | persönliche Bestzeit bei einem Ironman-Rennen                                                 |
| 17. Mai 2014  | 1     | Ironman Lanzarote                                  | Puerto del Carmen | 08:47:39 |                                                                                               |
| 1. Juni 2013  | 23    | ITU Long Distance Triathlon World Championships    | Belfort           | 04:53:55 | Triathlon-Weltmeisterschaft auf der Langdistanz                                               |
| 13. Okt. 2012 | 17    | Ironman Hawaii                                     | Hawaii            | 08:47:54 |                                                                                               |
| 18. Aug. 2012 | 1     | Ironman Mont-Tremblant                             | Québec            | 08:40:48 | Sieger bei der Erstaustragung in Kanada                                                       |
| 22. Juli 2012 | 3     | Ironman USA                                        | Lake Placid       | 09:08:57 |                                                                                               |
| 4. März 2012  | 4     | Ironman New Zealand                                | Taupō             | 03:58:03 | Witterungsbedingt musste der Ironman auf verkürztem Kurs als Ironman 70.3 ausgetragen werden. |
| 31. Juli 2011 | 2     | Ironman UK                                         | Bolton            | 08:41:24 |                                                                                               |
| 6. Nov. 2010  | 18    | Ironman Florida                                    | Panama City       | 8:52:16  | [ 4 ]                                                                                         |
| 12. Sep. 2010 | 2     | Ironman Wisconsin                                  | Madison           | 8:49:42  | zweiter Rang hinter dem Australier Joseph Gambles                                             |
| 27. Feb. 2010 | 3     | Ironman Malaysia                                   | Langkawi          | 8:54:38  |                                                                                               |
| 7. Nov. 2009  | 10    | Ironman Florida                                    | Panama City       | 8:47:52  | [ 6 ]                                                                                         |
| 12. Juli 2009 | 11    | Ironman Switzerland                                | Zürich            |          | [ 7 ]                                                                                         |
| 11. Okt. 2008 | 59    | Ironman Hawaii                                     | Hawaii            |          | Zweiter in der Kategorie M18-24                                                               |
| 6. Sep. 2008  | 9     | ETU Long Distance Triathlon European Championships | Gérardmer         | 06:41:06 | Europameisterschaft (4 km Schwimmen, 120 km Radfahren und 30 km Laufen)                       |
| 22. Juni 2008 | 15    | Ironman France                                     | Nizza             |          |                                                                                               |
| 24. Juni 2007 | 66    | Ironman Switzerland                                | Zürich            |          |                                                                                               |

(DNF – Did Not Finish)